# Sophronica alboapicalis
Sophronica alboapicalis là một loài bọ cánh cứng trong họ Cerambycidae.